# Saint-Boniface
Saint-Boniface è un comune del Canada, situato nella provincia del Québec, nella regione di Mauricie.